# TV Dami
TV Dami – wspólna nazwa lokalnych stacji telewizyjnych, powstałych w sieciach należących dawniej do operatora telewizji kablowej „Dami” w latach 90. XX w.

## Historia
Pierwszy kanał lokalny pod nazwą TV Dami został uruchomiony w Radomiu, gdzie miał swoją główną siedzibę operator całej sieci, w lutym 1992 roku.
W kolejnych latach, wraz z ekspansją sieci na obszar kilku miast własne kanały pod szyldem TV Dami mogli oglądać także mieszkańcy Legnicy, Jeleniej Góry, Wałbrzycha, Oświęcimia, Ostrowca Świętokrzyskiego, Skarżyska-Kamiennej i Rzeszowa. Wszystkie, poza wspólną nazwą, właścicielem i tytułem programu informacyjnego („Teledziennik”) nie miały ze sobą nic wspólnego.
Po przejęciu większościowego pakietu udziałów przez Grupę Polsat, a później wchłonięciu TVK Dami przez Vectra S.A. z siedzibą w Gdyni, stacje zaczęły zmieniać swój kształt. W 2001 r. zmieniła się pierwsza, radomska stacja. Prowadzenie programu przejęła spółka Grupa Medialna utworzona przez jej pracowników. W 2007 roku podobny proces zaszedł w Legnicy i Jeleniej Górze, gdzie właścicielem koncesji jest Agencja Reklamy Promocji DAMI sp z o.o. Od połowy marca 2013 roku radomska stacja nadaje w formacie 16:9. Od 2018 roku radomska TV Dami weszła w skład Rekord Grupy Mediowej.

## Kanał dostępny jest w sieciach kablowych
- Vectra – kanał 140 (emisja SD)
- Korbank/Avios – kanał 824 (emisja HD)